# Irán en los Juegos Olímpicos de París 1900
Irán estuvo representado en los Juegos Olímpicos de París 1900 por un deportista masculino que compitió en esgrima.
El equipo olímpico iraní no obtuvo ninguna medalla en estos Juegos.